# Nina Ivanišin
Nina Ivanišin, född 1 januari 1985 i Maribor i Slovenien, är en slovensk skådespelerska. 
2008 tog Nina Ivanišin sin examen vid AGRFT (Akademija za gledališče, radio, film in televizijoi) i Ljubljana, därefter blev hon en kortare tid medlem i SLG Celje.
September 2009 blev Nina Ivanišin medlem av stadsteatern i Ljubljana.

## Filmografi
| Årtal | Titel                                    | Land                                                                | Språk                                | Genre                 | Regissör            | Producent Produktion |
| ----- | ---------------------------------------- | ------------------------------------------------------------------- | ------------------------------------ | --------------------- | ------------------- | --- |
| 2007  | Instalacija ljubezni                     | Slovenien · Tyskland                                                | slovenska                            | drama komedi romantik | Maja Weiss          | Belafilm |
| 2007  | Agape                                    | Slovenien                                                           | slovenska                            | drama                 | Slobodan Maksimovic | AGRFT Ljubljana |
| 2009  | Slovenka (Slovenian Girl)                | Slovenien · Tyskland · Serbien · Bosnien och Hercegovina · Kroatien | slovenska engelska                   | drama                 | Damjan Kozole       | Vertigo/Emotionfilm Neue Mediopolis Filmproduktion Film House Bas Celik (co-produced by) 4 Film (co-produced by) RTV Slovenija (co-produced by) Viba Film (in association with) |
| 2010  | Neka ostane medju nama (Just between us) | Slovenien · Serbien · Kroatien                                      | kroatiska                            | komedi drama          | Rajko Grlić         | Mainframe Productions Yodi Movie Craftsman Studio Maj Hrvatska Radiotelevizija (HRT) (support) Eurimages (support) NP7                                                          |
| 2010  | Piran-Pirano                             | Slovenien                                                           | slovenska serbo-kroatiska italienska | drama                 | Goran Vojnović      | Arsmedia Casting Agency Zona |
| 2013  | Na Pogled                                | Slovenien · Italien                                                 | slovenska                            | äventyr drama         | Miha f Kalan        | Karata Film |